# Афера (фільм, 2003)
«Афера» (англ. Confidence, дослівно укр. Впевненість) — американсько-канадсько-німецький кримінальний трилер режисера Джеймса Фоулі, що вийшов 2003 року. У головних ролях Едвард Бернс, Рейчел Вайс, Енді Гарсія.
Сценаристом стічки був Даґ Юнґ, продюсерами — Майкл Бернс, Марк Бутан та інші. Вперше фільм продемонстрували 20 січня 2003 року у США на кінофестивалі «Санденс».
В Україні у кінопрокаті фільм не демонструвався.

## Сюжет
Джейк Віґ — професійний шахрай, він збирає команду задля втілення у життя хитромудрого плану пограбування. Та виявляється, що вкрадені гроші належать лос-анджелеському кримінальному босові — Королеві. Мафія не любить, коли її грабують і прагне вибити свої гроші, проте Джейк Віґ в обмін на життя команди пропонує Королеві пограбувати його конкурента.

## У ролях
| Актор          | Персонаж                                              | Роль                                   |
| -------------- | ----------------------------------------------------- | -------------------------------------- |
| Едвард Бернс   | Джейк Віґ (англ. Jake Vig)                            | лідер групи шахраїв                    |
| Рейчел Вайс    | Лілі (англ. Lily)                                     | шахрайка, що не належить до угруповань |
| Енді Гарсія    | Ґантер Бутан (англ. Gunther Butan)                    | спеціальний агент                      |
| Дастін Гоффман | Вінстон «Король» Кінґ (англ. Winston "The King" King) | кримінальний бос у Лос-Анджелесі       |
| Пол Джіаматті  | Ґордо (англ. Gordo)                                   | партнер Джейка Віґа                    |
| Браян Ван Голт | Майлз (англ. Miles)                                   | партнер Джейка Віґа                    |
| Луїс Гузман    | Омар Манцано (англ. Omar Manzano)                     | детектив відділу поліції Лос-Анджелесу |
| Донал Лоуг     | Ллойд Вітворт (англ. Lloyd Whitworth)                 | детектив відділу поліції Лос-Анджелесу |
| Роберт Форстер | Морган Прайс (англ. Morgan Price)                     | кримінальний авторитет                 |
| Моріс Честнат  | Тревіс (англ. Travis)                                 | поплічник Моргана                      |

## Сприйняття

### Критика
Фільм отримав загалом змішані відгуки: Rotten Tomatoes дав оцінку 71% на основі 153 відгуків від критиків (середня оцінка 6,3/10) і 68% від глядачів із середньою оцінкою 3,4/5 (17,378 голосів). Загалом на сайті фільми має позитивний рейтинг, фільму зарахований «стиглий помідор» від кінокритиків і «попкорн» від глядачів, Internet Movie Database — 6,6/10 (27 435 голосів), Metacritic — 59/100 (35 відгуків критиків) і 6,6/10 від глядачів (13 голосів). Загалом на цьому ресурсі від критиків фільм отримав змішані відгуки, а від глядачів — позитивні.

### Касові збори
Під час показу у США, що розпочався 25 квітня 2003 року, фільм показали у 1,871 кінотеатрах і він зібрав $4,563,588, що на той час дозволило йому зайняти 5 місце серед усіх прем'єр. Показ фільму завершився 26 червня 2003 року і за цей час фільм зібрав у прокаті у США $12,251,640, а у решті світу $10,762,566, тобто загалом $23,014,206 при бюджеті $15 млн.